# Distrito de Dondușeni
El distrito de Dondușeni es uno de los raion en la parte noroeste de Moldavia. Su centro administrativo (Oraș-reședință) es la ciudad de Dondușeni. Según el censo de 2014 su población era de 37 856 habitantes. En Dondușeni, el PCRM recibió el 55% de los votos en las elecciones nacionales de 2005.

## Subdivisiones
Comprende la ciudad de Donduşeni junto con las siguientes comunas:<ref>
- Arioneşti
- Baraboi
- Briceni
- Cernoleuca
- Climăuţi
- Corbu
- Crişcăuţi
- Elizavetovca
- Frasin
- Horodişte
- Moşana
- Pivniceni
- Plop
- Pocrovca
- Rediul Mare
- Scăieni
- Sudarca
- Teleşeuca
- Tîrnova
- Ţaul